# Cassino Calcio 1924
ASD Nuova Cassino 1924 – włoski klub piłkarski, mający swą siedzibę w Cassino. Klub powstał w 1924 roku, jako SS Cassino. Sukcesem drużyny jest awans z Serie D/G do Serie C2.